# Clubiona ovalis
Clubiona ovalis este o specie de păianjeni din genul Clubiona, familia Clubionidae, descrisă de Zhang, 1991. Conform Catalogue of Life specia Clubiona ovalis nu are subspecii cunoscute.